# 茶菓山しん太
茶菓山 しん太（さかやま しんた）は、日本の漫画家。別ペンネームに茶化山心太（ちゃかやまところてん）があり、成人向け作品を発表する際に使用している。

## 来歴
サークル「梅本制作委員会」での同人活動を経て、2008年にエンターブレイン発行のアンソロジーコミック集『リトルバスターズ! エクスタシー』でプロデビュー。
2010年より、『まんがタイムきらら』（芳文社）にて、『チェリーブロッサム!』のゲスト掲載を経て、連載を開始。
2018年6月14日より『となりのヤングジャンプ』（集英社）にて、『かぐや様は告らせたい〜天才たちの恋愛頭脳戦〜』のスピンオフ『かぐや様は告らせたい 同人版』の連載を開始。2021年4月30日より同サイトにて、『柚子川さんは、察して欲しい。』の連載を開始。
2023年4月28日より『サンデーうぇぶり』（小学館）にて、『リリア・プレグナント・ザ・ワールド・エンド』の連載を開始。

## 作品リスト

### 連載
- チェリーブロッサム!（『まんがタイムきらら』2010年4月号[2]、2010年8月号[3] - 2016年7月号[7]、芳文社、全5巻）
- 棺姫のチャイカ（原作：榊一郎、『月刊少年エース』2011年12月号 - 2015年2月号、角川書店、全5巻）
- かぐや様は告らせたい 同人版（『となりのヤングジャンプ』2018年6月14日[4] - 2020年6月25日[8]、集英社、全4巻） - 『かぐや様は告らせたい〜天才たちの恋愛頭脳戦〜』のスピンオフ[4]。
- 柚子川さんは、察して欲しい。（『となりのヤングジャンプ』2021年4月30日[5] - 2022年11月4日[9]、集英社、全4巻）
- リリア・プレグナント・ザ・ワールド・エンド（『サンデーうぇぶり』2023年4月28日[6] - 2024年12月6日[10]、小学館、全5巻）

### 読み切り
- フラグラフ（『週刊ヤングジャンプ』2011年11号[11]） - 「笑神降臨！2号連続“極笑”GAG5連発」特集作品[11]。
- 夢を見たあの日 僕たちは（『僕は友達が少ない 公式アンソロジーコミック』3巻、2013年[12]） - 『僕は友達が少ない』のアンソロジー寄稿作品[12]。
- 幼なじみの女の子（『童貞を殺すアンソロジーコミック』[13]2016年[14]）
- タイトル不明（『セイレン アンソロジーコミック』2017年[15]） - 『セイレン』のアンソロジー寄稿作品[15]。
- 謳う蛍と白昼夢。（『コミックNewtype』2017年6月23日[16]）

### アンソロジー
- リトルバスターズ! エクスタシー
  - 『マジキューコミックス リトルバスターズ! エクスタシー』（エンターブレイン） 1 - 6巻
- CLANNAD
  - 『マジキューコミックス CLANNAD』（エンターブレイン） 6 - 10巻
- けいおん!
  - 『けいおん! アンソロジーコミック』（芳文社） 4巻
  - 『けいおん! ストーリーアンソロジーコミック』（芳文社）2巻
- 夢喰いメリー
  - 『夢喰いメリー 4コマアンソロジーコミック』（芳文社）
- 恋と選挙とチョコレート
  - 『恋と選挙とチョコレート アンソロジーコミック』（一迅社）1 - 2巻
- アイドルマスター シンデレラガールズ
  - 『アイドルマスター シンデレラガールズ コミックアンソロジー passion』（一迅社）
- Fate/Zero
  - 『Fate/Zero コミックアンソロジー Root-crown』（一迅社）
- ひだまりスケッチ
  - 『ひだまりスケッチ ストーリーアンソロジーコミック』1巻
- 未確認で進行形
  - 『未確認で進行形 コミックアンソロジー』（一迅社）2巻

### その他
- 『ゆゆ式ストーリーアンソロジーコミック』1巻 口絵[17]（2013年[17]） - 『ゆゆ式』のアンソロジー寄稿作品[17]。
- 『はぢがーる』ドラマCD応援イラスト（2014年4月[18]）